# Živinice (Kneževo)
Živinice (szerbül: Живинице), település Kneževo községben, Bosznia-Hercegovinában, a Bosanska Krajina keleti részén, a Szerb Köztársaságban.

## Fekvése
A település Bosznia-Hercegovina északi részén, Banja Lukától légvonalban 29, közúton 51 km-re délre, községközpontjától légvonalban 6, közúton 9 km-re északra, a Vrbanja baloldali mellékvizének, Cvrcka-folyónak a felső folyásánál, 600-1000 méteres magasságban található. 

## Népessége
| Nemzetiségi csoport | Népesség 1991 | Népesség 2013 |
| ------------------- | ------------- | ------------- |
| Szerb               | 1208          | 617           |
| Bosnyák             | 2             | 4             |
| Horvát              | 0             | 0             |
| Jugoszláv           | 10            | 0             |
| Egyéb               | 3             | 0             |
| Összesen            | 1223          | 621           |

## Története
A szerb lakosságú település 1878-ig tartozott az Oszmán Birodalomhoz, ekkor a berlini kongresszus határozata alapján az Osztrák-Magyar Monarchia része lett. 1879-ben az első osztrák-magyar népszámlálás során a Jajcai járáshoz és Milan-Kneževina községhez tartozó településnek 39 háztartása és 466 ortodox szerb lakosa volt. 1910-ben a Kotor Varoš-i járáshoz tartozó településen 69 háztartást és 648 ortodox lakost találtak. A monarchia szétesésével 1918-ban előbb a Szerb-Horvát-Szlovén Királyság, majd 1929-től a Jugoszláv Királyság része lett. Az 1929-es törvény értelmében, amikor Bosznia-Hercegovinát négy banovinára, Drinskára, Vrbaskára, Zetskára és Primorskára osztották, a település a Vrbaska banovina része lett, amelynek székhelye Banja Luka volt. Jugoszlávia megszállása után a Független Horvát Állam (NDH) része lett. A második világháború után 1992-ig a település a szocialista Jugoszlávia keretében a Bosznia-Hercegovinai Népköztársaság része volt. A boszniai háborút lezáró daytoni békeszerződést követő területfelosztásnál a Szerb Köztársaság területéhez került.

## Nevezetességei
- A Crvcka-folyó szurdokát különösen a vadvizek szerelmesei különösen kedvelik számos vízesése, zuhatagjai, meredek sziklái és természetes csúszdái miatt. A folyó mentén haladó gyalogút teljes hosszában festői, már-már valószerűtlen tájak és autentikus vízimalmok kísérik, amelyekből egykor 30 darab volt. A folyó szurdokának érintetlen természete megfelelő védelmet érdemel, amelyen sok aktivista keményen dolgozik. A folyómenti ösvényeket ápolták és megtisztították, így egy 14 kilométer hosszú körkörös nyomvonal készült. A szurdok számos madárfajnak ad otthont, amelyek szokatlanok ezen a területen. Még néhány sast is láttak.[6]

- Szent Miklós tiszteletére szentelt ortodox temploma 1921-ben épült egy régebbi, 1850-ben épült templom helyén. A második világháború idején a templom leégett, majd 1950-1964 között újjáépítették.[7][8]